# خواكين مورا فرنانديز
خواكين مورا فرنانديز (بالإسبانية: Joaquín Mora Fernández)‏ هو قاضي وسياسي كوستاريكي، ولد في 16 يناير 1786 في سان خوسيه في كوستاريكا، وتوفي في 26 أكتوبر 1862.